# Острохвостая лесная звезда
Острохвостая лесная звезда, или острохвостый карликовый эльф, или острохвостый эльф (лат. Chaetocercus mulsant), — вид птиц семейства колибри.

## Описание
Самец достигает длины примерно от 8 до 8,5 см, в то время как самки длиной примерно 7,5 см. Прямой клюв длиной примерно 17 мм и относительно большой в сравнении с размером птицы. Верхняя часть тела самца блестяще-зелёная. Белое пятно тянется за глазами вниз до крыльев. Горло имеет оттенок от розового до фиолетового цвета. Нижняя часть тела преимущественно белая. Тёмно-зелёная при этом сильно контрастирует. Хвост короткий и острый. Внешние перья хвоста чёрные. Верхняя часть самки бронзово-зелёная. Белые полосы за глазами больше чем у самца. Нижняя часть тела преимущественно белая. По бокам тела до крыльев она красноватая. Хвост короче чем у самца.

## Распространение
Вид охватывает большую область распространения, примерно 260 000 км² в южноамериканских странах Колумбии, Эквадоре, Перу и Боливии. Птица в основном не обитает в лесу. Она встречается у цветков деревьев в полуоткрытых ландшафтах, а также в садах. Редко она перемещается по влажным опушкам леса. В Перу и Эквадоре птиц можно встретить на высоте от 800 до 3500 м. В Колумбии — от 1500 до 2800 м.

## Поведение
Птица ведёт одиночный образ жизни. Она парит как насекомое между свисающими к земле цветами и цветущими деревьями. Она охотно сидит на выступающих ветках без листвы или на вершине кустов или больших деревьев. Во время кормления птица часто медленно виляет хвостом.